# Gerhard Lusenti
Gerhard Lusenti (ur. 24 kwietnia 1921 w Zurychu, zm. czerwiec 1996) – szwajcarski piłkarz występujący na pozycji napastnika. Uczestnik Mistrzostw Świata 1950.

## Kariera
Karierę rozpoczął w SC Young Fellows Juventus. W 1947 roku zadebiutował w reprezentacji Szwajcarii. W 1948 roku został piłkarzem AC Bellinzona. Grę w piłkę nożną zakończył w 1952 roku.